# Ib Melchior
Ib Jørgen Melchior (Copenhagen, 17 settembre 1917 – West Hollywood, 14 marzo 2015) è stato uno scrittore, produttore cinematografico e sceneggiatore danese naturalizzato statunitense.

## Biografia
Melchior è nato e cresciuto a Copenaghen, in Danimarca, figlio di Lauritz Melchior, un cantante lirico. Per motivi di lavoro, il padre trasferì prima della seconda guerra mondiale la famiglia negli USA. Lì, il giovane Ib ha prestato servizio nel Corpo di controspionaggio dell'esercito statunitense  durante la seconda guerra mondiale, ricevendo il suo addestramento al Camp Ritchie nel Maryland, fatto che lo qualifica come uno dei Ritchie Boys. Partecipò anche alla liberazione del Campo di concentramento di Flossenbürg, così come alla scoperta di valuta rubata, oro e opere d'arte nella caverna di Merkers-Kieselbach e alla cattura di un'unità di Werwolf nel 1945, per la quale gli fu conferita la Stella di Bronzo. Fu anche coinvolto in una lunga battaglia legale che riguardava la tenuta di suo padre, Chossewitz, situata nel Brandeburgo, in Germania, che fu confiscata dal governo comunista della Germania dell'Est e mai restituita.
Nel 1965, decorato eroe di guerra, venne nominato Cavaliere Commendatore dell'Ordine Militante di Santa Brigida di Svezia.
Nel 1976, l'Academy of Science Fiction, Fantasy and Horror Films conferì a Ib Melchior il Golden Scroll Award of Merit for Outstanding Achievement.
Tra le biografie ricordiamo Ib Melchior: Man of Imagination di Robert Skotak e l'autobiografia dello stesso Melchior Case by Case: A US Army Counterintelligence Agent in World War II.
Melchior morì per cause naturali il 14 marzo 2015, all'età di 97 anni, cinque mesi dopo la morte della moglie, con cui era sposato da oltre cinquanta anni, l'architetto Cleo Baldon.

## Narrativa e saggistica
Tra i romanzi di Melchior ricordiamo Nome in codice: Grand Guignol, Eva, Apocalisse ad Haigerloch, Il dottor Marcus, L'ordine di battaglia: i lupi mannari di Hitler, L'agente dormiente, Il cifrario della tomba e I mastini di Abbadon.
La sua opera di saggistica comprende i libri Quest: Searching for Germany's Nazi Past (con il coautore Frank Brandenburg) e Lauritz Melchior: The Golden Years of Bayreuth, quest'ultimo una biografia di suo padre, il cantante lirico e star del cinema Lauritz Melchior. Nel 1993 Melchior pubblicò un resoconto della sua carriera come sergente maggiore presso il Corpo di controspionaggio degli Stati Uniti durante la seconda guerra mondiale, Case by Case: A US Army Counterintelligence Agent in World War II. Insieme alla moglie, Cleo Baldon, Melchior scrisse i libri di saggistica Reflections on the Pool: California Designs for Swimming e Steps & Stairways, entrambi influenzati dal lavoro di Baldon come architetto.
Melchior scrisse anche L'ora della vendetta, un'opera teatrale basata sulla storia vichinga di Amled che ispirò anche l'opera Amleto di William Shakespeare. Nel 1982 gli fu conferito l'Hamlet Award per la migliore drammaturgia dalla Shakespeare Society of America.

## Film e televisione
Come regista, Melchior ha scritto e diretto Marte distruggerà la Terra (1959) e Viaggiatori del tempo (1964). Il suo merito più importante è stato quello di co-sceneggiatore (insieme a John C. Higgins) del film acclamato dalla critica SOS naufragio nello spazio (1964) di Byron Haskin. Ha co-scritto le sceneggiature per due coproduzioni tra Stati Uniti e Danimarca, Reptilicus (1961) e Viaggio al settimo pianeta (1962) e ha fornito la sceneggiatura in lingua inglese per Terrore nello spazio (1965) di Mario Bava .
Per la televisione, ha scritto l'episodio "The Premonition" per la seconda stagione della serie The Outer Limits. L'episodio è stato trasmesso nel 1965.
Il racconto breve di Melchior del 1956 The Racer è stato adattato nel Film di culto Anno 2000 - La corsa della morte (1975), con David Carradine e Sylvester Stallone e prodotto da Roger Corman. Successivamente è stato realizzato un remake, Death Race (2008), con Jason Statham e Joan Allen, diretto da Paul W. S. Anderson e prodotto da Tom Cruise.
Scrisse la sceneggiatura del film sulla guerra nel Pacifico Marines: sangue e gloria (1966) e scrisse e diresse un cortometraggio anti-marijuana, Keep Off the Grass (1970).
Affermò di aver avuto l'idea per Lost in Space e Star Trek, che furono successivamente riprese, senza alcun riconoscimento o compenso, rispettivamente da Irwin Allen e Gene Roddenberry. Nel 1962, tre anni prima della prima messa in onda di Lost in Space, il fumetto di Melchior, Space Family Robinson, debuttò per Gold Key Comics, venendo pubblicato per 59 numeri fino al 1982. Entrambe le creazioni sono liberamente ispirate al romanzo del 1812 di Johann David Wyss Il Robinson svizzero. Le somiglianze tra le opere di Allen e quelle di Melchior spinsero Gold Key a valutare un'azione legale contro il primo. Tuttavia, la Gold Key stava pubblicando anche Viaggio in fondo al mare di Allen e quindi decise di non intentare causa. Invece, fu raggiunto un accordo in base al quale il fumetto di Melchior avrebbe potuto cambiare il titolo di copertina in Space Family Robinson: Lost in Space. Il nuovo titolo apparve a partire dal numero 15, pubblicato nel gennaio 1966.
Successivamente, la Prelude Pictures assunse Melchior come consulente per l'adattamento cinematografico del 1998 di Lost in Space, ma in seguito vendette il suo contratto alla New Line Cinema, suo partner di produzione del film. La New Line accettò di pagare a Melchior un bonus di produzione di 75.000 dollari più altri 15.000 dollari, ma gli rifiutò il due percento promesso contrattualmente sugli incassi lordi.

## Scrittore
- 1958 The racer (racconto)
- 1972 Order of Battle : Hitler's Werewolves
- 1975 Progetto IV reich (Sleeper agent)
- 1977 Apocalisse ad Haigerloch (The Haigerloch project)
- 1979 I mastini di Abbadon (The Watchdogs of Abaddon)
- 1980 Il dottor Marcus (The Marcus device)
- 1983 The Tombstone Cipher
- 1985 Eva
- 1985 V-3
- 1987 Code name Grand Guignol
- 1989 Step & stairways (con Cleo Baldon e Julius Shulman)
- 1990 Quest: Searching for Germany's Nazi Past (con Frank Brandenburg)
- 1993 Case by case: A U.S. Army Counterintelligence Agent in World War II
- 1997 Reflections on the Pool: California Designs for Swimming (con la moglie Cleo Baldon)
- 2003 Lauritz Melchior : the golden years of Bayreuth
- 2009 Melchior á la carte : a collection of short stories
- 2014 V-3
- 2015 The Brandenburg quest

## Filmografia

### Regista
- 1959 Marte distruggerà la Terra
- 1964 Viaggiatori del tempo

### Sceneggiatore
- 1961 Reptilicus, regia di Poul Bang e Sidney W. Pink
- 1962 Viaggio al settimo pianeta, regia di Sidney W. Pink
- 1964 SOS naufragio nello spazio, regia di Byron Haskin
- 1966 Marines: sangue e gloria, regia di John Winston